# Frostbite (filme)
Frostbite é um filme dos Estados Unidos de 2005, dirigido por Jonathan Schwartz.

## Elenco
- Peter Jason ... Colonel Jaffe
- Traci Lords ... Naomi Bucks
- Adam Grimes ... Billy Wagstaff
- Phil Morris ... J.P. Millhouse
- Carmen Nicole ... Casey Richards
- Baelyn Neff ... Winter Jaffe
- Oliver Macready ... Brandt Von Hoffman
- Ron Zimmerman ... Blind Danny Temples
- Christian Oliver ... Hans Gruber
- Gus Farewell ... Sven Darden
- Rick Overton ... Bartender
- Maggie Rowe ... Receptionist (Suzy)
- Matt Baker ... Balls
- Kareem Matthews ... Shaft
- Troy Bellinghausen ... Grabs